# 시마정 (미에현)
시마정(志摩町)은 미에현 시마군에 설치되었던 정이다. 2004년 10월 1일, 시마군 다이오정, 시마정, 아고정, 이소베정과 합병해 시마시가 성립해, 자치체로서의 시마정은 폐지되었다.

## 역사
- 1954년 12월 1일 - 와쿠정, 가다타촌, 후세타정, 고시카촌, 고사촌이 합병해 성립하였다.
- 2004년 10월 1일 - 시마군 다이오정, 시마정, 아고정, 이소베정과 합병해 시마시가 성립하였다. 동일 시마정은 폐지되었다.

## 행정
| 대 | 정장                         | 임기                                |
| 1  | 사사야마 타케노조 笹山竹之丞 | 1954년 12월 30일 - 1962년 12月24일  |
| 2  | 마츠이 타이스케 松井太助     | 1962년 12월 25일 - 1966년 11月14일  |
| 3  | 하마노사타오 濱野佐太雄      | 1966년 12월 25일 - 1970년 12월 24일 |
| 4  | 야마모토 후미료 山本史呂     | 1970년 12월 25일 - 1978년 12월 24일 |
| 5  | 마쓰이 시게루 松井秀         | 1978년 12월 25일 - 1980년 6월 1일   |
| 6  | 니시카와 유키타카 西川幸孝   | 1980년 7월 13일 - 1988년 7월 12일   |
| 7  | 이다 히사야 井田久彌         | 1988년 7월 13일 - 1999년 10월 23일  |
| 8  | 오구치 히데카즈 大口秀和     | 1999년 10월 24일 - 2004년 9월 30일  |

## 인구
| 1955년 | 18,162人 |  |
| 1960년 | 18,142人 |  |
| 1965년 | 18,176人 |  |
| 1970년 | 17,190人 |  |
| 1975년 | 16,828人 |  |
| 1980년 | 16,378人 |  |
| 1985년 | 16,564人 |  |
| 1990년 | 15,865人 |  |
| 1995년 | 15,501人 |  |
| 2000년 | 14,727人 |  |

## 교통

### 도로
- 국도 제260호선 (일본)(일본어판)